# Râches
Râches est une commune française, située dans le département du Nord en région Hauts-de-France.

## Géographie

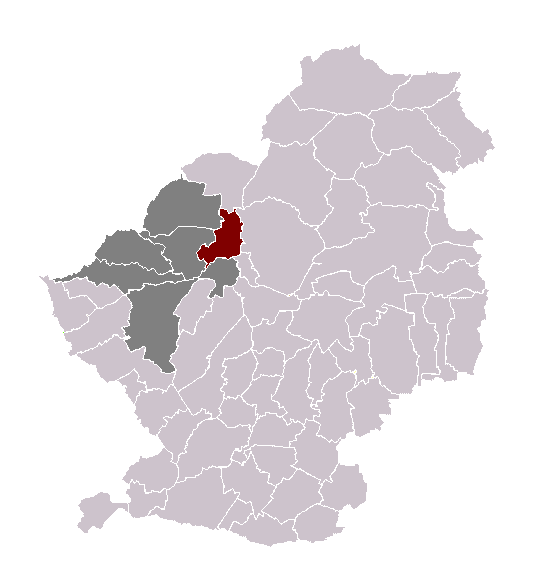
Räches dans son canton et son arrondissement.

Localisée au nord-est de Douai dont elle est séparée de 6 km, Râches est une petite commune 
située sur les bords de la Scarpe. Elle est distante de 25 km de Lille.

### Communes limitrophes
| Raimbeaucourt  | Faumont |                   |
|                | Râches  | Flines-lez-Raches |
| Roost-Warendin | Douai   | Anhiers           |

### Hydrographie

#### Réseau hydrographique
La commune est située dans le bassin Artois-Picardie. Elle est drainée par la Scarpe canalisée, la Raches Aval, le Courant des Vingt-Quatre Pieds et un autre petit cours d'eau,.
La Scarpe canalisée et une section canalisée de la Scarpe, d'une longueur de 67 km, prend sa source dans la commune de Arras et se jette  dans l'Escaut canalisée à Mortagne-du-Nord, après avoir traversé 34 communes. 

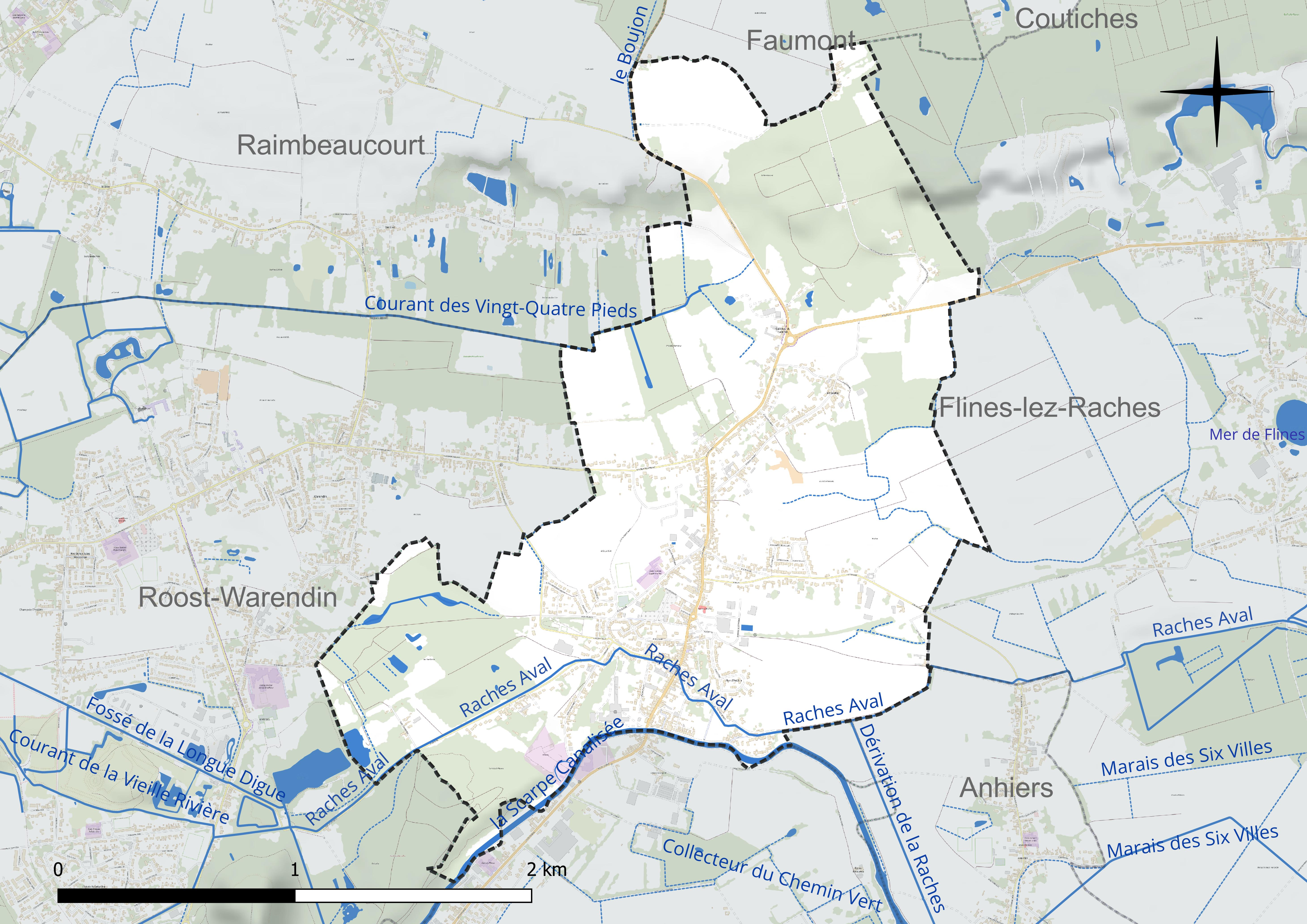
Réseau hydrographique de Râches.

Le Raches Aval, d'une longueur de 13 km, prend sa source dans la commune de Roost-Warendin et se jette  dans la Scarpe canalisée à Marchiennes, après avoir traversé cinq communes. 

#### Gestion et qualité des eaux
Le territoire communal est couvert par le schéma d'aménagement et de gestion des eaux (SAGE) « Scarpe aval ». Ce document de planification concerne un territoire de 624 km2 de superficie, délimité par le bassin versant de la Scarpe aval, comprenant la Pévèle, la plaine de la Scarpe et le bassin minier avec l'Ostrevent. Le périmètre a été arrêté le 18 mars 1997 et le SAGE proprement dit a été approuvé le 12 mars 2009, puis révisé le 5 juillet 2021. La structure porteuse de l'élaboration et de la mise en œuvre est le parc naturel régional Scarpe-Escaut. 
La qualité des cours d'eau peut être consultée sur un site dédié géré par les agences de l'eau et l'Agence française pour la biodiversité. 

### Climat
Pour des articles plus généraux, voir Climat des Hauts-de-France et Climat du Nord.
En 2010, le climat de la commune est de type climat océanique dégradé des plaines du Centre et du Nord, selon une étude du CNRS s'appuyant sur une série de données couvrant la période 1971-2000. En 2020, Météo-France publie une typologie des climats de la France métropolitaine dans laquelle la commune est exposée à un climat océanique et est dans la région climatique  Nord-est du bassin Parisien, caractérisée par un ensoleillement médiocre, une pluviométrie moyenne régulièrement répartie au cours de l'année et un hiver froid (3 °C). 
Pour la période 1971-2000, la température annuelle moyenne est de 10,6 °C, avec une amplitude thermique annuelle de 14,6 °C. Le cumul annuel moyen de précipitations est de 687 mm, avec 12 jours de précipitations en janvier et 8,9 jours en juillet. Pour la période 1991-2020, la température moyenne annuelle observée sur la station météorologique la plus proche, située sur la commune de Douai à 6 km à vol d'oiseau, est de 11,0 °C et le cumul annuel moyen de précipitations est de 729,2 mm,. Pour l'avenir, les paramètres climatiques de la commune estimés pour 2050 selon différents scénarios d'émission de gaz à effet de serre sont consultables sur un site dédié publié par Météo-France en novembre 2022.

### Voies de communications et transport

#### Voies routières
Ville de passage, la commune est traversée du nord au sud par la route départementale 917, également appelée "Route Nationale", qui relie Lille à Douai. Connectée à cette dernière, au nord de la commune, la route départementale 938 conduit elle vers Tournai, en Belgique. Ces deux voies constituent les principaux axes routiers de Râches.
Il existe également un axe secondaire, la route départementale 8, qui conduit à l'est vers Anhiers et à l'ouest vers Roost-Warendin.

#### Transports en commun
La commune est desservie par la ligne 16 du réseau urbain Évéole. De plus, le réseau interurbain Arc-en-Ciel 2 dessert la commune par le biais de la ligne 856 reliant Douai et Lille et de la ligne 857 reliant Douai et Orchies.

#### Voies vertes
Une voie verte empruntant l'ancien chemin de halage de la Scarpe relie, sur 37 km, Douai à Mortagne-du-Nord, point de confluence entre la Scarpe et l'Escaut.

## Urbanisme

### Typologie
Au 1er janvier 2024, Râches est catégorisée ceinture urbaine, selon la nouvelle grille communale de densité à sept niveaux définie par l'Insee en 2022.
Elle appartient à l'unité urbaine de Douai-Lens, une agglomération inter-départementale regroupant 67  communes, dont elle est une commune de la banlieue,,. Par ailleurs la commune fait partie de l'aire d'attraction de Douai, dont elle est une commune de la couronne,. Cette aire, qui regroupe 61 communes, est catégorisée dans les aires de 50 000 à moins de 200 000 habitants,.

### Occupation des sols
L'occupation des sols de la commune, telle qu'elle ressort de la base de données européenne d'occupation biophysique des sols Corine Land Cover (CLC), est marquée par l'importance des territoires agricoles (50,6 % en 2018), en diminution par rapport à 1990 (52,5 %). La répartition détaillée en 2018 est la suivante : 
terres arables (38,6 %), zones urbanisées (25,9 %), forêts (18,1 %), zones agricoles hétérogènes (12 %), zones humides intérieures (4,5 %), mines, décharges et chantiers (0,9 %). L'évolution de l'occupation des sols de la commune et de ses infrastructures peut être observée sur les différentes représentations cartographiques du territoire : la carte de Cassini (XVIIIe siècle), la carte d'état-major (1820-1866) et les cartes ou photos aériennes de l'IGN pour la période actuelle (1950 à aujourd'hui).

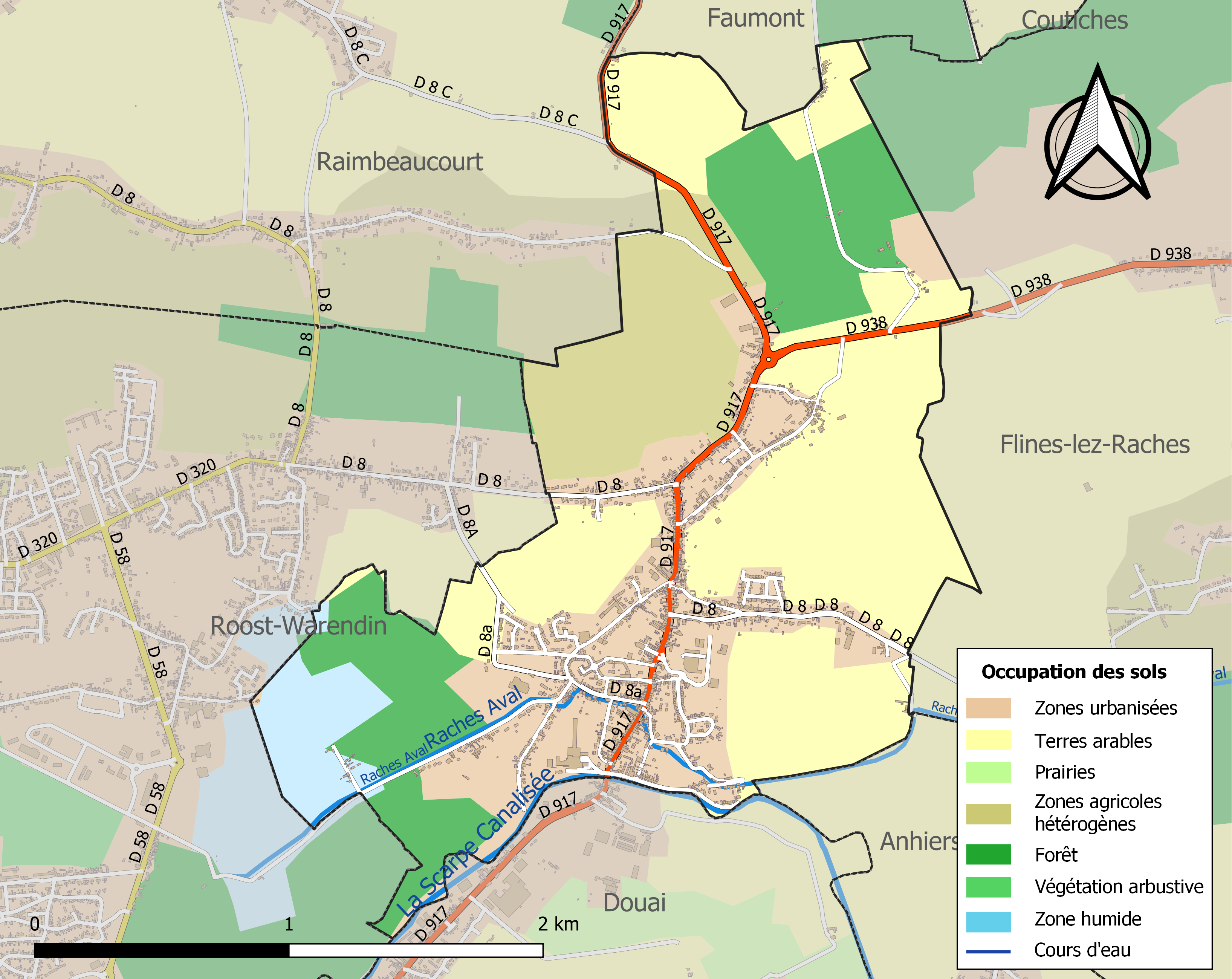
Carte des infrastructures et de l'occupation des sols de la commune en 2018 (CLC).

## Histoire
Le pont de Râches sur la Scarpe vit passer les armées de Philippe le Bel en 1297 et celles de Louis XIV en 1676.
Pierre de Haverskerque, seigneur de Rasse, combat et trouve la mort lors de la bataille d'Azincourt en 1415.
La seigneurie fut érigée en haute justice (justice seigneuriale) par Philippe le Bon puis en comté par le roi d'Espagne en 1665, en principauté par Louis XIV en 1701.
Le titre de prince (érection en principauté) est donné à Madrid le 30 octobre 1681 par le roi d'Espagne (à l'époque la région appartenait à l'Espagne) à Eug̠ène de Berghes, comte de Râches, seigneur de Boubers, membre du conseil de guerre du roi, maître de camp général des armées aux Pays-Bas, chevalier de la Toison d'Or, en sa faveur et pour ses descendants, « mâles et femelles », avec permission d'appliquer ce titre sur celle de ses terres qui lui plaira, pourvu qu'elle soit située sous domination d'Espagne. Il sert le roi depuis 1642, passé par les différents grades et nommé en 1678 maitre de camp général. Il s'est conduit à la satisfaction du roi sur plusieurs champs de bataille. Il est le chef de l'illustre maison des châtelains vicomtes héréditaires de Berghes-Saint-Winoc (Bergues) (Maison de Berghes-Saint-Winock) connue depuis 975, qui a toujours servi ses princes, qui a possédé de grandes terres et qui a passé alliance avec les grandes familles de l'Artois et du comté de Flandre, (maisons ou familles de Saint-Pol, Gand, Guînes, Wavrin, Saveuse, Ghistelle, Créquy, etc.. Le 27 janvier 1682, Eugène de Berghes a prêté serment en tant que prince de Râches. Il meurt sans enfants et sans avoir fait le choix d'une terre pour lui appliquer le nom de principauté de Râches. Cette terre passe alors à son frère Charles Alexandre de Berghes, chevalier du conseil de guerre du roi, colonel d'un régiment d'infanterie allemande. Puis elle échet à sa fille Marie Françoise de Berghes, son unique héritière, nièce d'Eugène. Cette dame devenue princesse et comtesse de Râches, a épousé Philippe Ignace de Berghes, et déclare avec autorisation de son mari, appliquer le titre de principauté de Râches sur sa terre de Zetrud-Lumay au comté de Namur, en terre espagnole. En août 1701, des lettres, enregistrées le 19 octobre 1701, données à Marly, confirment le titre de principauté donnée à la terre de Râches, près de Douai, en faveur de Philippe Ignace de Berghes, prince de Râches et de Marie Françoise de Berghes, princesse de Râches, son épouse. Elles rappellent l'obtention de titre de prince par Eugène de Berghes, oncle de l'épouse en 1681 et la désignation en septembre 1698, par Philippe Ignace et sa femme de la terre de Zetrud-Lumay pour en porter le titre. Depuis, désirant vivre sous la domination du roi de France, ils demandent le transfert du titre sur leur comté de Râches, près de Douai, qui est un bourg paroisse ayant toutes les justices et de nombreux droits seigneuriaux ainsi que plusieurs fiefs qui en relèvent et qui, avec l'union de la terre de Boubers, sise au comté d'Artois et relevant du château d'Hesdin, en a fait une terre d'un revenu considérable et peut aisément soutenir le nom, titre et qualité de principauté.
En décembre 1731, sont données des lettres patentes, enregistrées le 20 mars 1732, qui réunissent les seigneuries de Fortel-en-Artois et la baronnie de Ligny-sur-Canche à la principauté de Râches et ordonnent qu'à défaut d'enfant mâle de Jean Joseph de Berghes et de Marie Josèphe Isabelle de Berghes, son épouse, il y ait substitution pour le titre de prince de Râches, en faveur de la fille qui se trouvera la plus proche, à la charge de celui avec qui elle sera mariée de prendre et porter les armes de Berghes-Râches. Jean Joseph de Berghes est le frère cadet de Philippe Ignace et Marie Joseph Isabelle de Berghes, son épouse est la fille et héritière du défunt Philippe Ignace, (Jean Joseph a donc épousé sa nièce). Les terres de Fortel-en-Artois et de Ligny-sur-Canche ont été acquises par Jean Joseph de Berghes et son épouse par retrait, (retrait lignager), comme lignage de dame Claude de Bourbon sa trisaïeule); Fortel-en-Artois est mouvante du roi à cause du château d'Hesdin, Ligny-sur-Canche relève de l'évêque d'Amiens. Ils demandent aussi la substitution masculine, graduelle et perpétuelle portée par leur testament du 18 février 1729, ce qui leur est accordé.
La ville de Râches a été libérée par les armées britanniques pendant la seconde guerre mondiale.
La ville de Râches fut desservie par le transport ferroviaire jusqu'en 1980 pour le transport de marchandises. Son ancienne gare, transformée aujourd'hui en habitation, existe toujours.

### Toponymie
Raisse, Raisce (XIIIe siècle), Pont-à-Rache, Raches-les-Douai

## Heraldique
| Armes de Râches | Les armes de Râches se blasonnent ainsi : D'or au lion de gueules, armé et lampassé d'azur |

## Politique et administration

### Tendances politiques et résultats
Lors du premier tour des élections municipales le 15 mars 2020, vingt-trois sièges sont à pourvoir ; on dénombre 1 965 inscrits, dont 545 votants (27,74 %), 9 votes blancs (1,65 %) et 492 suffrages exprimés (90,28 %). La liste Mieux vivre ensemble à Râches menée par la maire sortante Édith Bourel recueille l'intégralité des suffrages exprimés, étant la seule à se présenter,.

### Liste des maires
Maire de 1802 à 1808 : Her,.
| Identité                                            | Période      | Période                  | Durée             | Étiquette                                                                |
| Identité                                            | Début        | Fin                      | Durée             | Étiquette                                                                |
| --------------------------------------------------- | ------------ | ------------------------ | ----------------- | ------------------------------------------------------------------------ |
| Maurice Delevallée (d) (7 janvier 1883 - 1962)      | 1919         | 1929                     | 10 ans            | Section française de l'Internationale ouvrière Parti communiste français |
| Georges Breux (d)                                   |              | 1982                     |                   |                                                                          |
| Alain Segond (d) (né le 8 juillet 1948)             | mars 1989    | janvier 2015 (démission) | 25 ans et 10 mois | divers gauche                                                            |
| Édith Bourel (d), (née le 24 septembre 1951)        | janvier 2015 | En cours                 | 10 ans et 7 mois  | divers gauche                                                            |
| Hyacinthe Denisse (d) (26 mai 1836 - 14 mars 1918)  |              |                          |                   |                                                                          |
| Jean-Baptiste Montagne (d) (mort le 29 mars 1901)   |              |                          |                   |                                                                          |
| Hyacinthe Denisse (d) (30 août 1799 - 30 août 1864) |              |                          |                   |                                                                          |

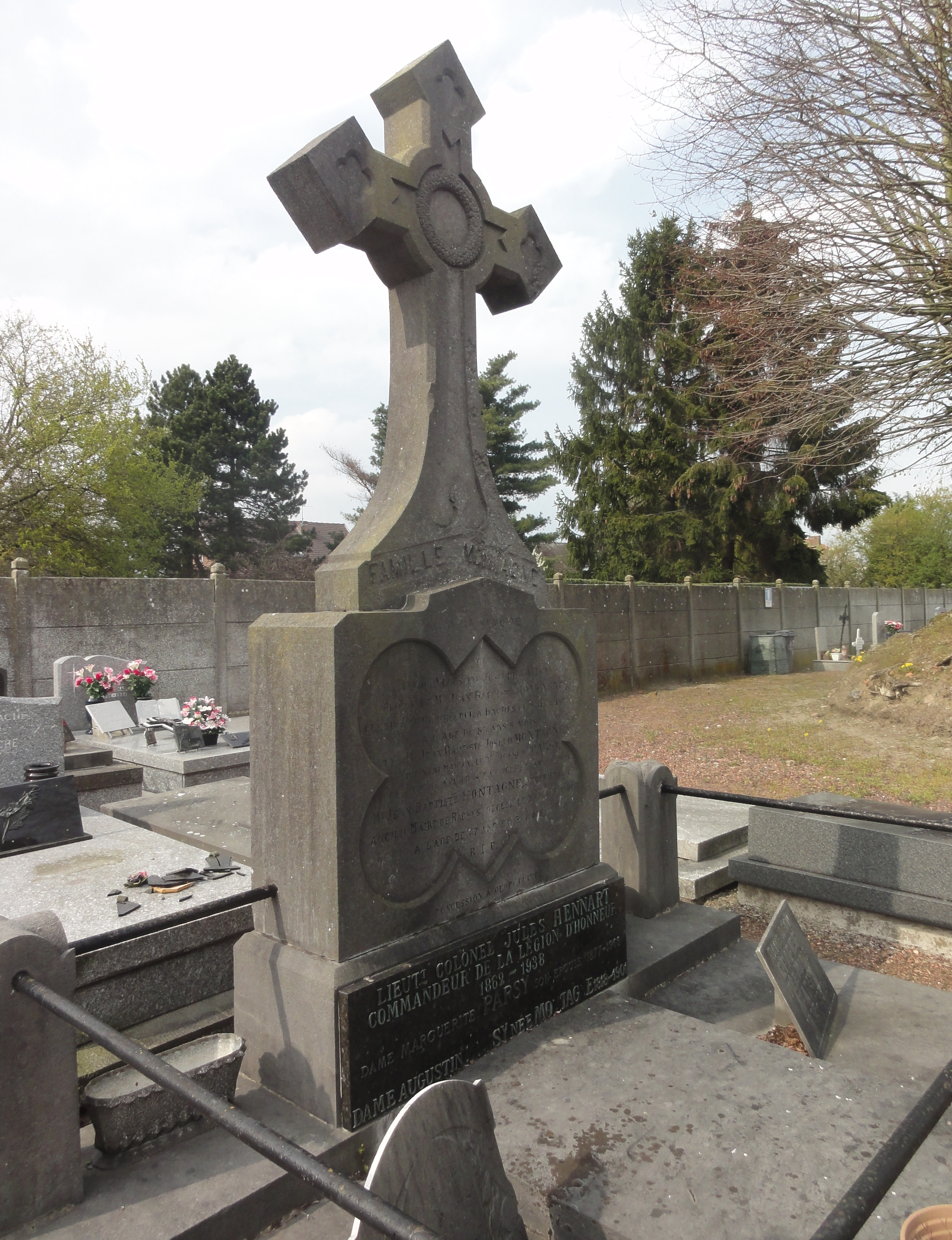
Tombe de Jean-Baptiste Montagne.
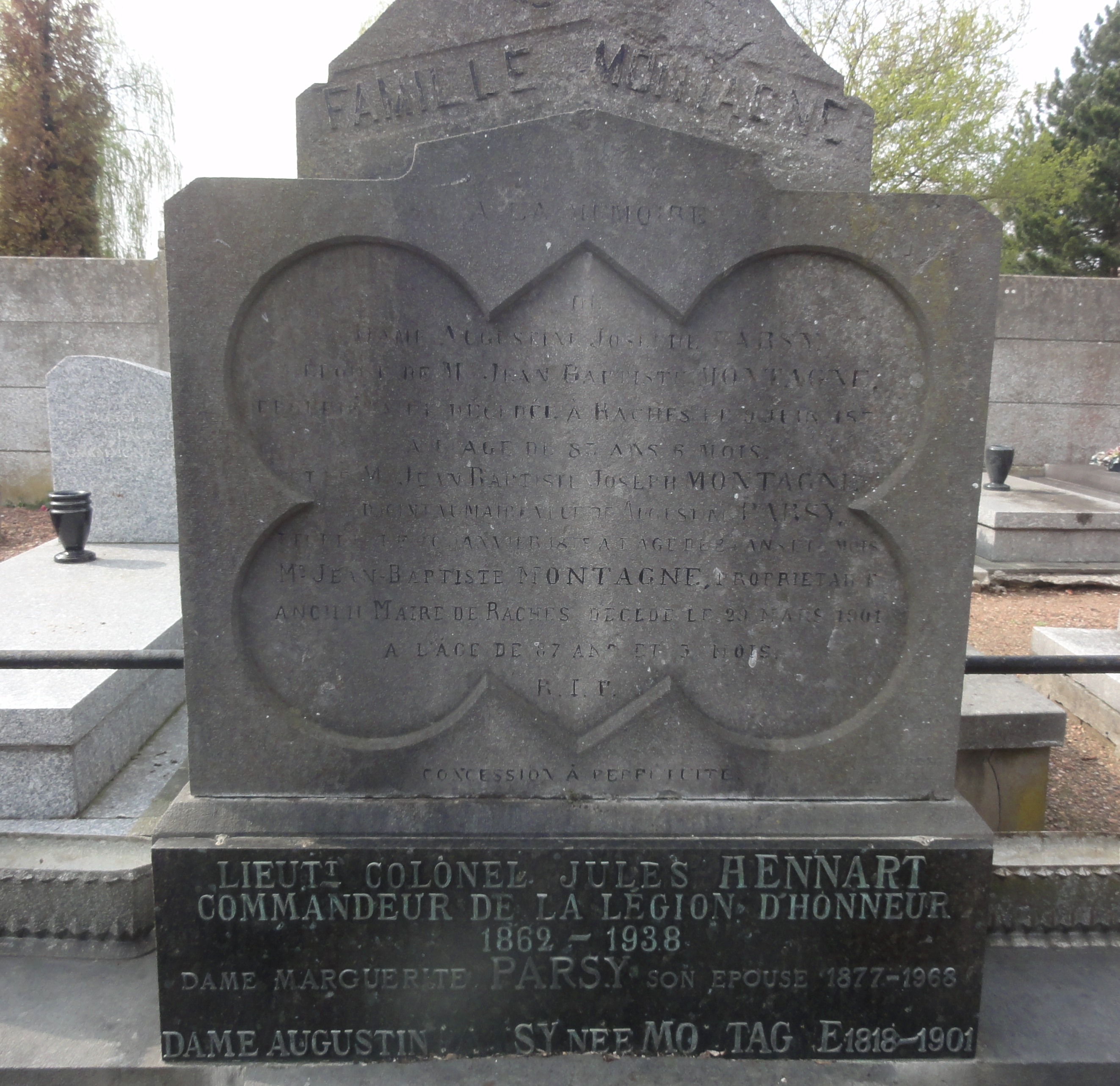
Tombe de Jean-Baptiste Montagne.
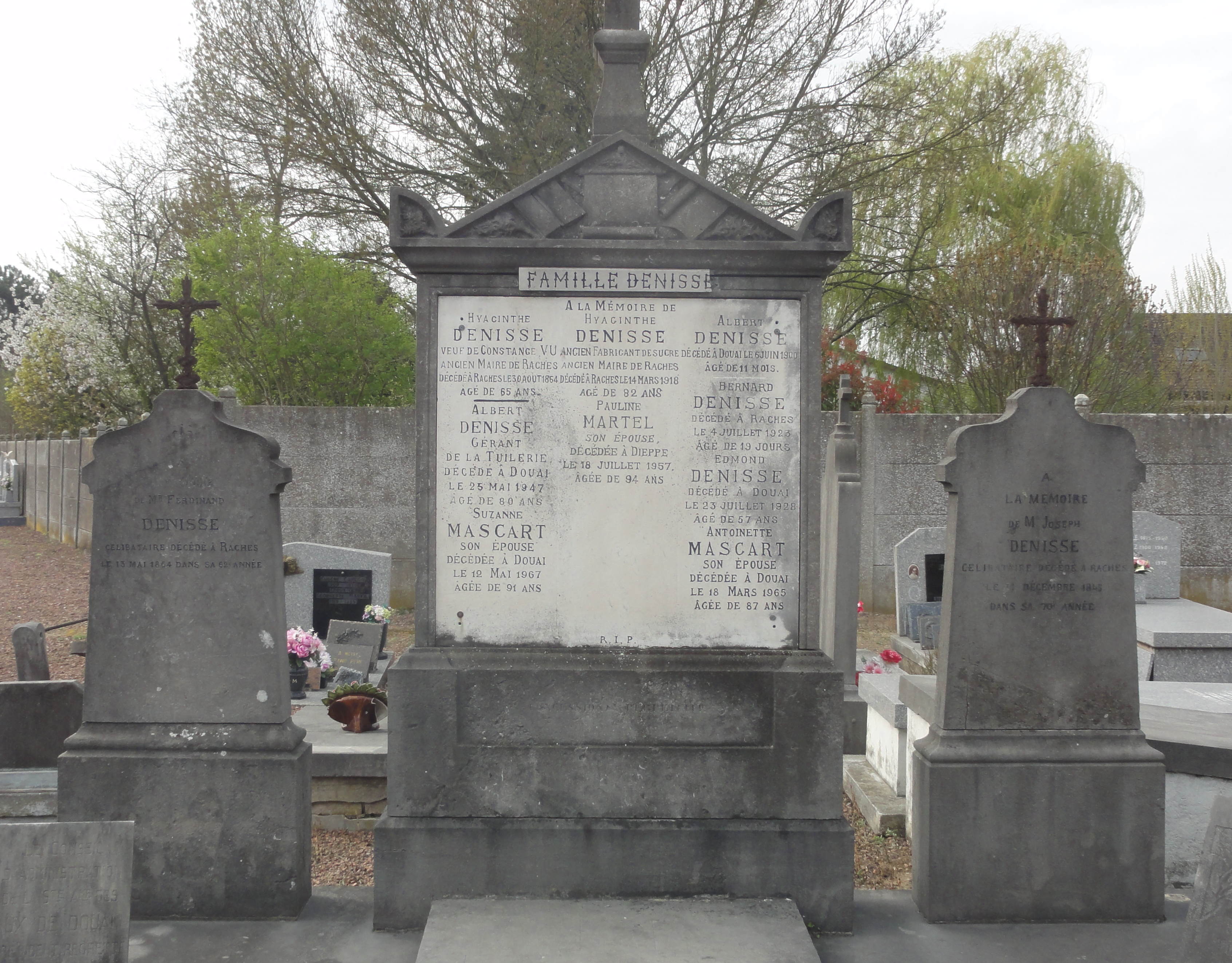
Tombe de Hyacinthe Denisse père et fils.
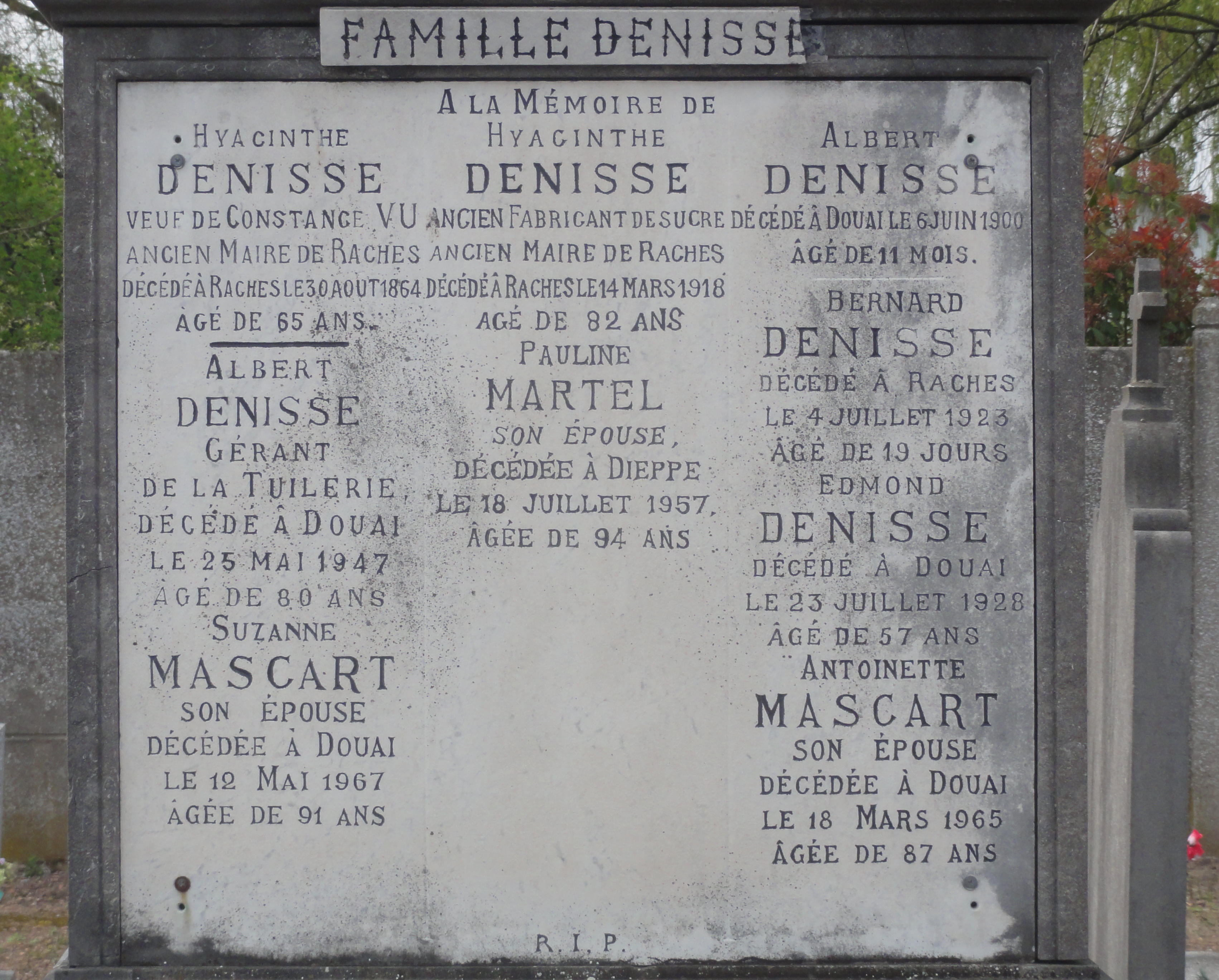
Tombe de Hyacinthe Denisse père et fils.

## Population et société

### Démographie

#### Évolution démographique
L'évolution du nombre d'habitants est connue à travers les recensements de la population effectués dans la commune depuis 1793. Pour les communes de moins de 10 000 habitants, une enquête de recensement portant sur toute la population est réalisée tous les cinq ans, les populations de référence des années intermédiaires étant quant à elles estimées par interpolation ou extrapolation. Pour la commune, le premier recensement exhaustif entrant dans le cadre du nouveau dispositif a été réalisé en 2005.

En 2022, la commune comptait 2 644 habitants, en évolution de −3,43 % par rapport à 2016 (Nord : +0,51 %, France hors Mayotte : +2,11 %).
| 1793 | 1800 | 1806 | 1821 | 1831  | 1836  | 1841  | 1846  | 1851  |
| ---- | ---- | ---- | ---- | ----- | ----- | ----- | ----- | ----- |
| 697  | 773  | 809  | 909  | 1 006 | 1 131 | 1 146 | 1 220 | 1 305 |

| 1856  | 1861  | 1866  | 1872  | 1876  | 1881  | 1886  | 1891  | 1896  |
| ----- | ----- | ----- | ----- | ----- | ----- | ----- | ----- | ----- |
| 1 390 | 1 554 | 1 615 | 1 602 | 1 526 | 1 613 | 1 676 | 1 574 | 1 710 |

| 1901  | 1906  | 1911  | 1921  | 1926  | 1931  | 1936  | 1946  | 1954  |
| ----- | ----- | ----- | ----- | ----- | ----- | ----- | ----- | ----- |
| 1 779 | 1 814 | 1 875 | 1 771 | 1 949 | 1 910 | 1 903 | 2 005 | 2 065 |

| 1962  | 1968  | 1975  | 1982  | 1990  | 1999  | 2005  | 2006  | 2010  |
| ----- | ----- | ----- | ----- | ----- | ----- | ----- | ----- | ----- |
| 2 074 | 2 019 | 2 148 | 2 512 | 2 385 | 2 813 | 2 744 | 2 735 | 2 740 |

| 2015  | 2020  | 2022  | - | - | - | - | - | - |
| ----- | ----- | ----- | - | - | - | - | - | - |
| 2 723 | 2 682 | 2 644 | - | - | - | - | - | - |

#### Pyramide des âges
La population de la commune est relativement jeune.
En 2018, le taux de personnes d'un âge inférieur à 30 ans s'élève à 35,1 %, soit en dessous de la moyenne départementale (39,5 %). À l'inverse, le taux de personnes d'âge supérieur à 60 ans est de 26,2 % la même année, alors qu'il est de 22,5 % au niveau départemental.
En 2018, la commune comptait 1 348 hommes pour 1 371 femmes, soit un taux de 50,42 % de femmes, légèrement inférieur au taux départemental (51,77 %).
Les pyramides des âges de la commune et du département s'établissent comme suit.
| Hommes | Classe d’âge | Femmes |
| ------ | ------------ | ------ |
| 0,4    | 90 ou +      | 1,1    |
| 5,2    | 75-89 ans    | 7,8    |
| 18,4   | 60-74 ans    | 19,5   |
| 20,0   | 45-59 ans    | 19,5   |
| 18,6   | 30-44 ans    | 19,2   |
| 16,2   | 15-29 ans    | 14,1   |
| 21,3   | 0-14 ans     | 18,7   |

| Hommes | Classe d’âge | Femmes |
| ------ | ------------ | ------ |
| 0,5    | 90 ou +      | 1,4    |
| 5,3    | 75-89 ans    | 8,1    |
| 14,8   | 60-74 ans    | 16,2   |
| 19,1   | 45-59 ans    | 18,4   |
| 19,5   | 30-44 ans    | 18,7   |
| 20,7   | 15-29 ans    | 19,1   |
| 20,2   | 0-14 ans     | 18     |

## Lieux et monuments
- Église Saint-Léonard (XIXe siècle)[39].
- Musée archéologique Arkéos
- Un château s'élevait à droite du pont. Louis XIV y entretient une garnison, obliger de se retirer après la conquête de la Flandre, il fit sauter le château le 31 août 1674[40].
- au XIIIe siècle existait un Hôpital à Raches. Il fut cité dans plusieurs testaments en 1274 dans le testament de Marguerite Baudane, veuve de Gillion Mulet et en 1320 dans celui de Marguerite Mulet dite Baudane, fille de celle-ci et fondatrice de la maison des Huit Prêtres de Douai.
- Verrerie, vitres, blanc, demi-blanc Lefebvre & Cie (1856-) à Râches[41]

## Personnalités liées à la commune
- Hugues Duquesne, comédien né le 20 décembre 1977

## Pour approfondir